# Manfred Heinemann (Politiker)
Manfred Heinemann (* 23. März 1941 in Groß Köris) ist ein deutscher Politiker und ehemaliger Landtagsabgeordneter (CDU).

## Leben und Beruf
Nach dem Schulbesuch absolvierte er eine kaufmännische Ausbildung. Anschließend studierte er an der Wirtschaftsakademie in Berlin. Heinemann war in verschiedenen Betrieben der Bekleidungsindustrie tätig, bevor er in den Anlagen- und Immobilienbereich wechselte. Mitglied der CDU wurde er 1976.

## Abgeordneter
Vom 30. Mai 1985 bis zum 31. Mai 1995 war Heinemann Mitglied des Landtags des Landes Nordrhein-Westfalen. Er wurde jeweils über die Landesliste seiner Partei gewählt. 
Dem Stadtrat der Stadt Bielefeld gehörte er von 1979 bis 1984 an.